# Ramon Alorda Pérez
Ramon Alorda Pérez (València, 1848 - ?, 1899) va ser un pintor realista valencià, especialitzat en aquarel·la i en pintura sobre ceràmica. Al llarg de la seva vida, va residir i produir obra artística a València, Barcelona, Madrid, Sevilla, Roma i Venècia, i va destacar com a anecdotista, però també per les innovacions tècniques en la pintura ceràmica.

## Biografia
Ramon Alorda Pérez, fill de Juana A. i Antonio, va néixer a València al voltant de l'any 1848 (segurament per aquest motiu a la premsa és citat com ‘el valenciano'). Malgrat que la majoria de fonts apunten que va realitzar els seus estudis a l'Acadèmia de Belles Arts de Barcelona (La Llotja) les seves dades no apareixen en cap dels arxius de la biblioteca de la Reial Acadèmia Catalana de Belles Arts de Sant Jordi.
Va fer un primer viatge a Roma entre 1868 i 1870, on va conèixer l'obra de Marià Fortuny. A la tornada, va establir el seu taller en un pis del carrer Alzina, 3, de Gràcia i es va centrar en la producció d'aquarel·les, motiu pel qual es va incorporar al Centre d'Aquarel·listes precursor de l'Agrupació d'Aquarel·listes de Catalunya.
La primera exposició de la qual hi ha constància que va participar va ser organitzada per la Societat per a Exposicions de Belles Arts de Barcelona, el desembre de 1873. Un any més tard, hi va tornar a presentar obra i, en general, fins a 1876 va mostrar-se molt actiu en la naixent escena de sales barcelonina i va exposar en diverses ocasions. D'aquesta època no es conserven més que els títols de les obres, però el fet que moltes de les peces apareguin en els catàlegs d'exposicions successives sense haver estat venudes a uns preus modestos apunta a un possible escàs èxit comercial.
Arran de compartir espai a les exposicions amb pintors de la talla de Ramon Martí i Alsina, Joaquim Vayreda o Modest Urgell, va entrar en contacte amb el grup que orbitava al voltant de l'Escola d'Olot. Aquest fet va ser molt rellevant per a la seva projecció artística, ja que li va permetre participar en el seu costat com un dels noms destacats de la tercera edició de l'Exposició Artística de l'Associació per al Foment de les Belles Arts de Girona de 1876 i, un any després, exposar en la recuperada mostra de Belles Arts del Centre Artístic d'Olot.
Ara bé, a pesar d'aquests contactes, no va ser fins a principis dels anys 80 que la seva obra va començar a obtenir repercussió mediàtica gràcies a l'Exposició de París de 1878 i a les exposicions regulars a la Sala Parés de Barcelona entre 1877 i 1893, malgrat que les crítiques de la premsa sobre alguns aspectes de la seva obra no eren sempre positives.
En l'àmbit personal, el 12 de gener de 1875 es va casar a l'Església de Santa Maria del Pi de Barcelona amb Maria Martínez y Ruiz, natural d'Alfafar, ciutat molt propera a València i va traslladar la seva residència al centre de Barcelona, al carrer de Sant Antoni Abat, 43.
A finals dels anys 70 tot sembla indicar que es va establir de nou a la seva València natal durant un període curt però indeterminat, durant el qual enviava recurrentment a la Sala Parés obres de paisatges i motius valencians. De fet, a principis de 1880 s'havia de trobar a Barcelona perquè va encarregar-se de la decoració del Teatre Zorrilla, al carrer Bonavista de la Vila de Gràcia. El 20 de desembre d'aquell any -i amb l'ajut financer del banquer Evarist Arnús- va tornar una altra vegada a Roma amb la intenció de prosseguir la seva formació. El seu estudi estava situat a l'edifici on treballaven la majoria de pintors espanyols a la capital romana: Via Margutta, 51. Durant aquesta segona etapa romana cal subratllar la relació que va manternir amb el pintor Silvio Fernández, que tenia l'estudi al costat del d'Alorda, i sobretot l'amistat amb el pintor aragonès Mariano Alonso Pérez y Villagrosa.

Des d'allà va continuar enviant obra a la Sala Parés, però el que és important destacar d'aquest període són els estudis realitzats a Venècia. Ara bé, si una obra havia de representar un gir definitiu en la seva carrera és la que va enviar a l'Exposició d'Arts Decoratives de l'Institut de Foment del Treball Nacional a Barcelona, l'any 1881. Es tractava d'una peça pintada sobre porcellana -tècnica en la qual poc després s'acabaria especialitzant- i va ser rebuda "amb càlids elogis".

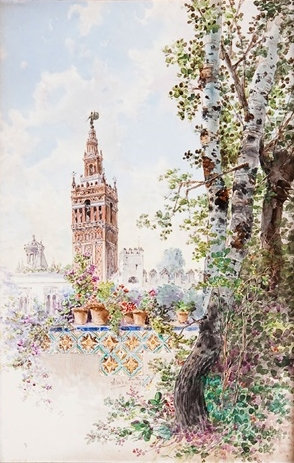
Vista des del parc de la Cartuja de Sevilla

Va ser just després de tornar d'Itàlia quan va centrar-se en l'experimentació amb la pintura sobre ceràmica, fins al punt que el 1883 va patentar una nova manera de pintar el color daurat i els reflexos metàl·lics sobre ceràmica. Després d'un dels moments més àlgids de la seva carrera, quan va ser un dels pocs catalans escollits per enviar dues obres a l'exposició de Múnic, també el 1883, durant la segon meitat dels anys 80 va viure a cavall entre Sevilla i Madrid, on es va dedicar gairebé exclusivament a les peces de ceràmica. A Sevilla treballava a la fàbrica de La Cartuja produint vistes de la ciutat i decoracions de plaques ceràmiques. També a Madrid va treballar en una fàbrica, concretament a la Reial Fàbrica de Porcellana de La Moncloa, on reproduïa els models dels germans Zuloaga, dos dels ceramistes més importants d'Espanya. Aquesta feina li permetria seguir aprenent noves tècniques per pintar ceràmica i amb aquest objectiu va viatjar a Barcelona, pensionat per la Diputació de Madrid, per estudiar els decorats ceràmics de l'Exposició Universal de 1888.
De l'última dècada de la seva vida, és complicat afirmar res, ja que no existeixen fonts que el situïn a cap lloc en concret, per bé que, a jutjar per l'obra, és probable que restés a Sevilla treballant a la fàbrica de La Cartuja fins ben entrats els anys 90.
El 28 de gener de 1899 el cronista Navarra va escriure una poesia al setmanari català Lo Mestre titas a la mort del pintor Ramon Alorda. Tot i que la majoria de fonts situen la mort l'artista a Barcelona, no hi ha fonts documentals que ho permetin corroborar.

## Olis, aquarel·les i estudis
Durant la dècada de 1870 va pintar sobretot aquarel·les d'escenes costumistes de la ciutat de Barcelona. L'obra que va enviar a l'Exposició Universal de París de 1878 és un bon exemple d'aquest gènere: la més celebrada duia per títol Parc de Barcelona, però també hi figuraven Catalunya antiga, Tipus aragonès i Tipus espanyol. A més d'aquests paisatges i personatges urbans, dels quals gairebé no se n'ha conservat cap, també va cultivar el gènere del retrat realista a l'oli, com per exemple en el quadre de la Muchacha con mandolina, d'aquell mateix any.
Després de l'estada a València i a Itàlia, entre 1879 i 1882, va afegir als motius habituals escenes d'aquests entorns, sempre conservant la pinzellada realista i un tractament costumista. Ara bé, durant el periple italià va explorar una via fins aleshores inèdita en el seu realisme fosc i auster: la llum. És molt probable que el coneixement de l'obra de Marià Fortuny, amb la qual va entrar en contacte en els viatges a Roma, influenciés clarament la pintura d'Alorda a partir d'aquell moment. De fet, si ens fixem en una de les aquarel·les que va pintar a Venècia l'any 1882, Porta de bodega, és impossible no pensar en la Carnisseria pública, de Fortuny, també realitzada i encara avui exposada en aquesta ciutat.
S'observa, doncs, una gran diferència estilística entre els olis i les aquarel·les realitzades per encàrrec o amb vocació comercial i les peces on demostra una major llibertat expressiva. En aquest segon grup s'hi troben aquarel·les on experimenta amb el luminisme, on l'alliberament del color és total i on s'intueix una tendència cap a una pinzellada de major factura impressionista, com es pot veure en alguns retrats desconeguts o en les aquarel·les Una jove, de 1882, o Vista de La Moncloa, de 1890.
Per tant, es pot concloure que, si bé durant tota la seva carrera, especialment durant els primers anys, va practicar un realisme molt tosc, el desig d'experimentació el va apropar, d'una banda, al realisme milletià de l'Escola d'Olot, que no va arribar a practicar mai, i de l'altra, al luminisme fortunyià, que deixa entreveure un Alorda que només es presenta en comptades ocasions. No obstant, el gran pes de la seva obra, tot i que no es conserva, està formada per pintures costumistes. En aquesta línia, tant dels primers anys com del període venecià sí que es conserven molts apunts i estudis de temàtica anecdotista.
Alguns dels seus millors olis i aquarel·les van ser seleccionats per representar Espanya a l'exposició amb motiu del centenari de la independència de Mèxic, a la capital del país, l'any 1910.
| Similituds entre Ramon Alorda i Marià Fortuny | Similituds entre Ramon Alorda i Marià Fortuny |
| --------------------------------------------- | --------------------------------------------- |
| Porta de Bodega (1882), Ramon Alorda Pérez    | Carnisseria Pública (1874), Marià Fortuny     |

## Producció ceràmica

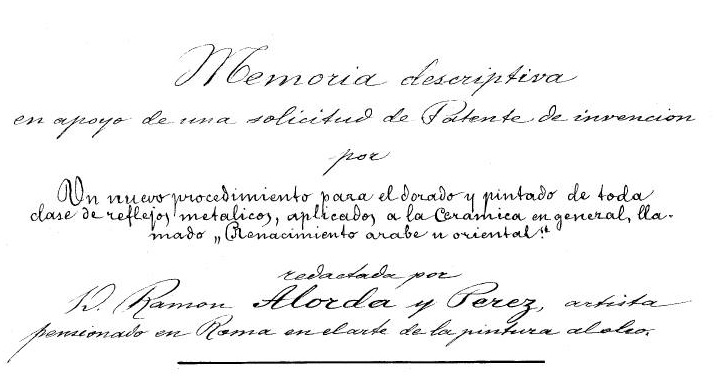
Resum de la patent de Ramon Alorda Pérez

Ara bé, el gran testimoni de l'obra de Ramon Alorda que s'ha conservat fins als nostres dies és la pintura sobre ceràmica. Concentrada gairebé tota durant el període en què va viure a Sevilla, a partir de 1887, representa indrets emblemàtics de la ciutat en plaques de petit format, rarament superiors a 30 x 30 cm.
L'estil és molt preciosista, de tons molt vius, i compositivament tendeix a situar elements vegetals en primer pla, sovint del Parc de la Cartuja, i edificis monumentals com La Giralda o la Torre del Oro al fons.També són recurrents els paisatges del riu Guadalquivir. La repetició gairebé idèntica d'alguns dels motius i el fet que encara avui perdurin tantes peces indueix a pensar en una producció comercial més o menys massiva, la qual cosa concorda amb el fet que treballés a la fàbrica de ceràmica de La Cartuja.
Com ja s'ha avançat, l'estudi de la tècnica de la pintura sobre ceràmica va centrar molts anys de la seva vida i el va portar a innovar amb "un nou procediment per al daurat i pintat de tota classe de reflectors metàl·lics, aplicats a la ceràmica en general, anomenat <<Renaixament àrab o oriental>>", que va patentar l'any 1883. Aquesta innovació es pot observar en molts dels detalls de les obres en ceràmica del període sevillà i permet donar un toc més brillant a algunes parts de les peces.
Bona part d'aquestes peces es troben avui en cases de subhastes d'Europa i dels Estats Units i algunes s'han venut per diversos milers d'euros.

## Catàleg d'obra
| - Apunts 1878            | - Apunts 1879                                          | - Apunts 1879           | - Apunts 1879                  | - Barques de pescadors 1879  | - Interior de Santiponce 1879 | - Señor Pipelet maestro remendón 1879 |                          |
| - Apunts (Venècia) 1882  | - Apunts (Venècia) 1882                                | - Apunts (Venècia) 1882 | - Apunts (Venècia) 1882        | - Apunts (Venècia) 1882      | - Apunts 1882                 | - Apunts 1882                         |                          |
| - Home vell 1882         | - La carta (Roma) 1882                                 | - Una jove 1882         | - La Cartuja 1887              | - La Torre del Oro 1887      | - Vista de La Moncloa 1890    | - Maja amb la Giralda de fons 1893    |                          |
| - La mirada del nen 1899 | - Apunts                                               | - Apunts                | - Parc de la Cartuja a Sevilla | - La Cartuja de Sevilla      | - Escena valenciana           |                                       |                          |
| - Gitana                 | - Vista fluvial (Guadalquivir)                         | - Retrat d'un cavaller  | - Retrat                       | - Una jove davant la Giralda | - Gitana                      | - Vista de la Torre del Oro           | - Vista del Guadalquivir |
| - Vista del Guadalquivir | - Vista del port des del parc de la Cartuja de Sevilla |                         |                                |                              |                               |                                       |                          |

## Exposicions
1873: Exposició d'Objectes d'Art celebrada a l'edifici de la Societat per a Exposicions de Belles Arts a Barcelona
1874: Exposició d'Objectes d'Art celebrada a l'edifici de la Societat per a Exposicions de Belles Arts a Barcelona
1876: Exposició d'Objectes d'Art a Barcelona, Casa Basols
1876: Exposició artístic-industrial, Centre de Mestres d'Obra de Catalunya, Barcelona
1876: Obres en pintura i escultura exposades al local de la corporació des del 15 al 30 de juny de 1876, Societat Econòmica Barcelonesa, Barcelona
1876: Exposició Artística de l'Associació per al Foment de les Belles Arts de Girona, Museu Provincial, Girona
1877: Exposició de Belles Arts, Centre Artístic, Olot
1878: Exposició Universal, Palau de l'Exposició, París
1880: Exposició de Belles Arts, Centre Artístic, Olot
1881: Primera Exposició d'Arts Decoratives i de les seves aplicacions a la Indústria, Institut de Foment del Treball Nacional, Barcelona
1883: Exposició Internacional de Belles Arts, Múnic
1885: Primera exposició d'aquarel·les, dibuixos i pintures a l'oli i escultura celebrada pel Centre d'Aquarel·listes de Barcelona al Museu Martorell, Barcelona 
1907: Exposició primaveral de Belles Arts sevillana, Casa Lonja, Sevilla
1910: Exposició amb motiu de les festes del centenari de la independència de Mèxic, Pavelló Espanyol, Mèxic D.F.
1914: Exposició primaveral de Belles Arts sevillana, Sevilla
1916: Exposició de quadres antics i moderns, Casa Reig, Barcelona
1916: Exposició primaveral de Belles Arts sevillana, Saló de Festes de les Cases Capitulars, Sevilla
1920: Exposició primaveral de Belles Arts sevillana,Palau de l'Exposició Hispanoamericana, Sevilla
1926: Exposició de quadres, La Pinacoteca, Barcelona
1927: Exposició extraordinària de Pintura Catalana de Mestres del segle xix organitzada amb l'objectiu de commemorar el centenari del natalici del gran artista Martí i Alsina, Galeries Laietanes, Barcelona